# 니차역
니차역 (Nizza)은 토리노 지하철의 역이다. 2011년 3월 6일 노선 3차 연장 개통으로 문을 열었다. 토리노 도심 남부의 붐비는 상업지구인 니차 로에 위치해 있으며 이쪽에서 이름을 따왔다.
니차 역에서 발렌티노 성과 토리노 엑스포 센터로 걸어갈 수 있다.

## 시설
- 매표기
- 장애인 접근시설
- 엘레베이터
- 에스컬레이터
- CCTV 감시카메라